# Slaget om Bretagne
Slaget om Bretagne under 2. Verdenskrig var fortsættelsen af Operation Cobra, som førte til amerikanernes udbrud fra brohovedet i Normandiet. Slaget begyndte den 1. august 1944 og varede på grund af belejringerne af byerne Lorient og Saint-Nazaire ved til krigens slutning.
Ganske vist var de egentlige kampe stort set afsluttet i slutningen af september 1944, og størstedelen af de amerikanske styrker blev overført til fronten mod Tyskland, men der måtte beholdes en mindre belejringsstyrke da fæstningskommandanterne i Lorient og St. Nazaire vægrede sig ved at kapitulere, og på grund af de stærkt befæstede bymure og forsyningen af forsvarerne via ubåde stod det klart at det ikke kunne betale sig at erobre byerne. Selve Bretagne blev stort set befriet af medlemmer af den Franske modstandsbevægelse.

## Forhistorie

### Bretagne under tysk besættelse
Den tyske hær besatte Bretagne under slaget om Frankrig. Rennes faldt den 18. juni 1940 og kun få dage senere stod de tyske tropper i Brest. Derved var Bretagne faldet i tyske hænder næsten uden kamp.
Bretagnes kyst blev en del af Atlantvolden og de vigtige havnebyer blev udbygget til fæstninger. I Brest, Lorient og Saint Nazaire blev der bygget store ubåds bunkere, som fungerede som støttepunkter for de tyske ubåde, som deltog i Slaget om Atlanten. Bunkeren i Brest var den største bunker, der nogensinde er bygget.
Trods mange ofre i den egne befolkning så nogle bretoner et samarbejde med tyskerne som en vej til vej til uafhængighed, et tusindårigt ønske. De mest radikale nationalister i (Parti National Breton) og deres undergrundsorganisation "Gwen ha du" samarbejdede med tysker.
I 1943 blev den bevæbnede modstandsgruppe Bezen Perrot etableret. Den katolske præst og abbed Jean-Marie Perrot, som var en tilhænger af Parti National Breton dannede den med støtte fra Sipo/SD. Bezen Perrot var en udbrydergruppe fra Kadervenn, en bretonsk nationalistisk organisation. Navnet Bezzen Perrot blev opfundet af Ael Péresse. Efter Perrots død i december 1943 skete der en reorganisering under Célestin Lainé og gruppen fik navnet Bezen Kadoudal. 60 til 80 frivillige deltog fra marts 1944 i angreb på den Franske modstandsbevægelse. I begyndelsen af den amerikanske fremmarch gik nogle medlemmer under jorden og en stor gruppe deltog i det tyske tilbagetog til Østfrankrig. De tilbageblevne blev optaget i tyske SD-specialenheder og i Waffen-SS, såsom "Charlemagne Divisionen" 8. Freiwilligen Sturmbrigade der SS Frankreich og blev overført til Østfronten.

### Operation Overlord
Efter erobringen af havnebyen Cherbourg dem 27. juni, hvis vigtige havneanlæg var blevet stærkt beskadiget af tyskerne, og det senere amerikanske udbrud fra Overlord-brohovedet blev byen Avranches, som udgør porten til Bretagne erobret den 30. juli af general George S. Pattons netop aktiverede 3. amerikanske armé. Havnene i Bretagne, som nu var blevet meget vigtige for fremrykningen mod Tyskland skulle oprindelig have været erobret med hele 3. armé, og det var en del af Overlord planen, at der skulle oprettes en ny stor amerikansk havn ved Quiberonbugten. Planlæggerne måtte gå ud fra, at det det ville lykkes for tyskerne at ødelægge havnene ved Atlanterhavskysten inden de blev besat af amerikanerne. I sidste trin skulle den amerikanske 3 armé tage opstilling nord for Loire og rykke frem i østlig retning.
Da det imidlertid viste sig, at den tyske modstand brød sammen over en bred front og at den 7. tyske armé i videst mulige omfang var indsat i forsvaret af Normandiet, besluttede general Dwight D. Eisenhower sig for at kun 8. korps skulle sendes ind i Bretagne mens de øvrige amerikanske styrker skulle rykke østpå. Overraskende nok faldt broen ved Pontaubault over Sélune-floden ubeskadiget i amerikanernes hænder så Patton i løbet af blot tre dage kunne sende 7 komplette divisioner med omkring 100.000 mand og 10.000 køretøjer over broen og ind i Bretagne.
Da Hitler i Berlin hørte om situationen på Vestfronten erklærede han straks havnene ved Atlanterhavskysten for fæstninger og anordnede, at de skulle forsvares til sidste mand. General Wilhelm Fahrmbacher, som fra 1. august var øverstbefalende for de tyske tropper i Bretagne trak derefter de til rådighed stående enheder tilbage til havnene. I Brest, Lorient og Saint-Nazaire forberedte de tyske skibe og ubåde sig på hurtigt at forlade havnene.

## Kampen om Bretagne

### Opmarchen
For at afskære de tyske forsyningslinjer gav general Troy H. Middleton den 4. pansrede division ordre til at rykke sydpå til Quiberon-bugten. 6. amerikanske pansrede division fik ordre til hurtigst muligt at rykke direkte mod Brest. Middleton, som egentlig havde planlagt at rykke vestpå sammen med sine enheder fik af Patton besked på at blive i sit hovedkvarter. Som følge af denne beslutning mistede Middleton snart kontakt med sine enheder, som rykkede frem i højt tempo. Den hurtige fremrykning afstedkom også logistiske problemer. Enhederne kunne først få tilstrækkelige forsyninger ikke mindst af brændstof og ammunition når fremrykningen gik i stå.
Kampvognene og køretøjerne i 8. korps kørte hurtigt igennem Bretagne, således berettede en allieret soldat der var i en forsyningsenhed i Bretagne:
I løbet af et par dage uddelte vi rationer som julemanden på sin slæde, mens både dem som leverede og dem som modtog var i bevægelse. Lastbilerne var som en flok diligencer på flugt gennem indiansk område. Vi blev vant til at holde hjulene i gang uden hensyntagen til snigskytter samtidig med at vi håbede på ikke at fare vild eller blive ramt. . 
De allierede chefer gav ordre til en hurtig fremrykning. Da tyskerne havde trukket sig tilbage til havnebyerne stødte amerikanerne stort set ikke på modstand i det åbne land. På vejene stod franske civile og vinkede til dem. Børnene råbte om tyggegummi, chokolade og bolsjer, som besætningerne på køretøjerne kastede til dem.
Den 2. august omringede den 4. amerikanske panserdivision Rennes og begyndte den 7. august en belejring af Lorient. Dermed kunne Bretagne kun nås østfra gennem en amerikansk spændetrøje. Den 6. amerikanske pansrede division var efter fem dage nået de omkring 230 km derfra til Brest og nåede forstæderne den 7. august. Den 83. amerikanske infanteridivision forsøgte fra den 5. august at befri den nordlige havneby Saint-Malo.

### Den Franske modstandsbevægelse og allierede specialtropper
Også i Bretagne var Forces Françaises de L'Intérieur (FFI) aktive. De blev kort før D-dag ledet fra London af den franske officer Albert Eon. De 20.000 modstandskæmpere i Bretagne var imidlertid ikke nær så godt udrustede som deres kolleger i Normandiet. De havde kun forældet udstyr, ikke ret meget ammunition og få våben. Om natten mellem den 5. og 6. juni 1044 blev der i forbindelse med Operation Overlord nedkastet fire grupper fra det franske 4. SAS over det nordlige og sydlige Bretagne med henblik på at etablere støttepunkterne "Samwest", "Dingson" og "Grog", hvorfra de franske modstandsfolk skulle understøttes og hvor der skulle markeres landings- og udspringszoner til resten af bataljonen. Det franske SAS skulle forberede alle kommunikationsveje til at blive afbrudt og forberede baghold og sabotageaktioner for at hindre tyskerne i at bevæge sig i retning af Normandiet.
I juni og juli drog enhederne gennem området og bevæbnede de stedlige medlemmer af modstandsbevægelsen med våben og trænede dem i at bruge dem.
Nat efter nat blev der fløjet nye SAS-grupper og forsyninger til området ved Saint-Marcel, ca. 35 km nordøst for Vannes, hvorved det lykkedes for de allierede enheder at udføre de fleste sabotageaktioner med held. SAS-grupperne samlede ca. 10.000 modstandskæmpere om sig, som hjalp til med at løse opgaverne. Den 18. juni gennemførte 200 mand fra det franske SAS med fire bevæbnede Jeeps og ca. 2.500 modstandsfolk en kamp mod omkring 5.000 tyske soldater, som blev støttet af mortérer. SAS-tropperne og modstandsfolkene holdt deres stillinger til ud på natten for derefter at trække sig tilbage i ly af mørket. Efter disse kampe blev SAS enhederne jagtet med alle midler af tyskerne, og mange mistede livet. I dag erindrer et museum i St. Marcel om kampene.
Da den amerikanske fremrykning mod vest begyndte, fløj briterne moderne udstyr til Bretagne og nedkastede det med faldskærm. Den 2. eskadron fra 3. SAS blev fløjet ind til Bretagne for at afløse mændene i 4. SAS. På grund af den hurtige amerikanske fremrykning opstod der imidlertid et problem. Køretøjer, våben og andre forsyninger landede ofte i områder, som allerede var befriet af amerikanerne. Modstandsbevægelsen måtte derfor omstændeligt bringe forsyningerne til de planlagte steder inden amerikanerne nåede frem.
Trods vanskelighederne havde den bretonske modstandsbevægelse sine succesoplevelser. Enheder fra FFI angreb med bevæbnede Jeeps flyvepladsen i Vannes og erobrede den efter kort tid. 150 modstandskæmpere erobrede vigtige jernbanebroer ved Morlaix, og FFI-grupper var vejvisere for de amerikanske køretøjer som følge af deres kendskab til området og sproget-
Det franske SAS havde ved krigens slutning mistet over 65 % af sine folk ved kampene i Bretagne.

### Slaget om Rennes (2. til 4. august)
Den 4. amerikanske pansrede division under general John Wood kørte nordfra i retning af Rennes. I landområderne blev de hilst af vinkende og klappende bretoner, som også rakte dem vin og blomster. En gang i mellem overgav enkelte tyske soldater sig og blev taget til fange.
Så snart de kom i nærheden af Rennes blev amerikanerne beskudt fra enkeltstående tyske modstandsreder. Derved blev nogle få såret. Således var der 15 km fra forstæderne ved Saint-Aubin-d'Aubigné et tysk artilleriangreb mod det forreste af kolonnen af køretøjer, hvilket tvang amerikanerne til at trække sig nogle kilometer tilbage og afvente nattens komme. Den næste morgen overfløj enkelte tyske fly området, men blev jaget væk af maskingeværild fra amerikanerne. Den efterfølgende fremrykning mod Rennes foregik med sporadisk tysk modstand, hvorved der til stadighed blev taget fanger.
I Rennes forsøgte tyskerne at gennemføre et angreb i flanken på de fremrykkende amerikanere, som imidlertid tilkaldte 8. Luftvåben. Efter luftangrebet overgav tyske soldater sig i skarer.
Fra den 4. august var Rennes renset for tysk modstand. Omkring 2.000 soldater fra hæren og SS havde overgivet sig. Den 4. amerikanske panserdivision fortsatte længere mod syd med Nantes, Saint-Nazaire og Lorient som sine næste mål. Den 6. august erobrede de Vannes med hjælp fra den Franske modstandsbevægelse.

### Slaget om Saint-Malo og Dinard (5. til 14. august)
Den 83. amerikanske infanteridivision under generalmajor Robert C. Macon, som efter udbruddet fra hovedet lå ved La Cardonière og Feugères fik ordre til at indtage Saint-Malo og Dinard. Den 3. august begyndte frem rykningen og divisionen nåede byen Pontorson kl. 10. Mens tropperne kørte på vejen ved Mont Saint-Michel og Dol-de-Bretagne fik de de sidste ordrer og drejede mod Saint-Malo.
Mens amerikanerne rykkede frem mod Saint-Malo fik de af den Franske modstandsbevægelse at vide, at der på daværende tidspunkt stadig var ca. 10.000 tyske soldater i byen. Den amerikanske efterretningstjeneste havde regnet med omkring det halve, og rent faktisk var der over 12.000 tyskere i byen. Senere viste det sig, at tyske tropper fra mange forskellige enheder havde begivet sig til Saint Malo da amerikanerne brød ud af brohovedet. Hertil kom soldater fra de besatte engelske kanaløer.
Byen blev ikke kun forsvaret af dette uventet store antal tyske soldater, men også af en langtrækkende 608. kystartillerienhed på den nærliggende ø Île de Cézembre, hvis skyts kunne nå langt ind på fastlandet.
Den 5. august opfordrede amerikanerne den franske befolkning til at forlade byen. Derpå forsøgte de lokale myndigheder i Saint-Malo at få bykommandanten oberst Andreas von Aulock, en af veteranerne fra slaget om Stalingrad til at overgive den historiske by; men det afslog von Aulock kategorisk.
Allerede i de mindre forstæder kom de fremrykkende amerikanere under heftig tysk beskydning, som tvang dem til at forlade deres køretøjer og rykke frem til fods. I udkanten af Saint-Malo blev den tyske modstand kraftigere. Alligevel lykkedes det 83. infanteridivision at rykke stadig nærmere. Under de kraftige kampe kæmpede soldaterne sig gennem kampvognsspærringer, pigtråd og minefelter mens de lå under konstant beskydning fra maskingeværer og morterer. I den forbindelse indsatte tyskerne kampvogne og frem for alt snigskytter, som til stadighed skabte vanskeligheder for amerikanerne og truede med at stoppe deres fremrykning.
Byen Dinard blev forsvaret af en tysk kampgruppe bestående af dele af 77. infanteridivision under oberst Rudolf Bacherer. Fra om eftermiddagen den 10. august måtte de forsvare sig mod et knibtangsangreb fra to amerikanske regimenter. Angrebet fortsatte indtil den 13. august hvor Bacherer og 3.496 tyskere blev taget til fange.
I Saint-Malo bekæmpede amerikanerne tyskerne med tre-dages kraftig artilleribeskydning. Von Aulock havde opslået sit hovedkvarter i byens gamle citadel, og de tykke mure kunne ikke gennembrydes ned panserbrydende granater på 500 kg. Byen selv blev erklæret for erobret den 14. august, efter at 657 tyske soldater havde kapituleret.
En tilfangetaget tyske kaptajn i hæren blev sendt ind i citadellet for at overtale von Aulock til at kapitulere, hvilket denne afslog med ordene: "En tysk soldat kapitulerer ikke." . Derefter indlede amerikanerne et koordineret angreb med medlemmer af FFI, som nåede frem til at oven på citadellets tag. De måtte dog vende om da de blev beskudt med artilleri fra øen Cézembre og med maskingeværer fra citadellets gård. En tilkaldt styrke af bombemaskiner nedkastede efterfølgende tonsvis af bomber på citadellet, hvilket imidlertid ikke medførte det ønskede resultat. Amerikanerne opstillede herefter to 20,3 cm kanoner 1½ km fra citadellet og beskød citadellet på siden ud mod havnen og mod udluftningskanalerne. Derefter gik de i gang med at forberede sig på at kaste napalm på citadellet. Inden da kapitulerede tyskerne den 17. august med 400 soldater. Den gamle bydel i Saint-Malo var i løbet af de forudgående to ugers belejring blevet ødelagt for 80 %'s vedkommende.

### Slaget om Saint-Nazaire (5. august 1944 til 8. maj 1945)
I havnebyen Saint-Nazaire, som Hitler havde udnævnt til fæstning, befandt der sig. ca. 35.000 tyske soldater, under kommando af generalmajor Maximilian Hunten. Hunten overtog den 26. september, under belejringen, posten som kampkommandant og blev afløst af generalløjtnant Hans Junck som fæstningskommandant. Sammen med ham opholdt kontreadmiral Hans Mirow sig i byen. Han havde siden februar 1944 været chef for Seeverteidigung Loire.
I blev den 6. ubådsflotille, som havde base i havnen, opløst og skibene i 7. ubådsflotille blev forlagt til Norge. En af de mest succesfulde tyske ubåde (U123) blev den 19. august sænket af besætningen, da den ikke var sødygtig. Efter krigen blev den bjærget af franskmændene og var indtil 1959 i tjeneste under navnet Blaison. Den sidste ubåd, U267, forlod basen den 23. september. Kun U255 lå beskadiget tilbage i havnen. En Heinkel He 115 ankom i oktober med nogle vigtige reservedele til reparation af ubåden. I marts 1945 nåede en ny chef for U255 frem til Saint-Nazaire. Efter nogle korte operationer forlod U255 havnen den 8. maj 1945 og kapitulerede fire dage senere i åbent hav.
Ligesom i Loriant havde amerikanerne det problem, at byen var for stærkt forsvaret og at tyskerne havde et veludbygget net af artilleristillinger rundt om byen. Det var umuligt at storme Saint-Nazaire. Det blev derfor besluttet, at omringe de tyske styrker for at forhindre et udbrud. Til det formål udviklede amerikanerne et snedigt afpatruljeringssystem, som omfattede en bred zone omkring byen. Tyskerne foretog sig noget tilsvarende for at opdage huller i belejringen. Opklaringsenheder stødte til stadighed ind i hinanden og det kom til mindre ildkampe, med døde og sårede på begge sider. Den 29. november aftalte tyskerne og amerikanerne en kortvarig våbenstilstand med henblik på fangeudveksling.
Under fæstningskommandanten generalløjtnant Hans Junck holdt 265. infanteridivision Saint-Nazaire besat indtil den tyske kapitulation den 8. maj 1945, da den blev forsynet over havet fra Spanien og Tyskland ved hjælp af ubåde.

### Slaget om Brest (7. august til 20. september)

#### 6. panserdivisions fremrykning
Den 6. amerikanske pansrede division under generalmajor Robert W. Grow rykkede frem mod Brest ad to forskellige veje. En rute var langs nordkysten, den anden gennem det indre af Bretagne. Da de blev forsinket af flaskehalsen ved Pontaubault kunne kampvognene ikke lægge sig i spidsen af fremrykningen den 2. august. I løbet af dagen lykkedes det dem imidlertid hurtigt at nå med og give dækning af flankerne. Den næste morgen nåede kommandogruppe B som bestod af 38. regimentskampgruppe i 2. amerikanske infanteridivision frem til Dinan syd for Saint-Malo. Den tyske modstand førte til at byen blev omgået. Kommandogruppe A i det indre af landet bestod af opklaringsenheder, kampvogne, ingeniørtropper og infanteri og stødte ikke på nævneværdig modstand. Begge gruppe gjorde kun kort ophold om natten for at tanke benzin. Reserveenheden skiftede fra nord- til sydruten. Grupper fra den Franske modstandsbevægelse sluttede sig til hurtigt fremrykkende amerikanere og førte dem uden om mindre tyske modstandsreder gennem omkringliggende landsbyer. Således omgik amerikanerne bed hjælp af informationer fra FFI den 5. august den lille by Carhaix, hvor der lå ca. 2.000 soldater fra den tyske 2. faldskærmsjæger division, som forberedte sig på at forsvare sig. Ved Poullaouen kom det til en to timer lang træfning mellem tyskere og amerikanere hvor tyskerne blev kastet tilbage mod Huelgoat. Også ved Le Cloître forsvarede tyskerne den lille by med morterer og maskingeværer. Ved mørkets frembrud blev angrebet udskudt til næste dag. Den 6. august blev den tyske modstand hurtigt brudt og byen indtaget.
Soldaten Bob Sales fra 29. amerikanske infanteridivision beskrev hændelserne således:
Da Saint-Lô faldt fik vi en kort pause. Derpå blev 2., 8. og 19. division sendt af sted for at svinge ned i Bretagne halvøen. Det var en langsom kamp hele vejen til Brest og Brest var for enden af halvøen, og det tog os lang tid at rydde den. Brest var en ubådsbase, men amerikanerne ville have Brest og dens havn, men Hitler havde ført tropperne dertil for at kæmpe til døden og det tog os omkring en måned at erobre Brest.

#### De tyske forsvarere
Den for tyskerne så vigtige havneby Brest blev forsvaret af dele af 2. tyske faldskærmsjægerdivision under general Hermann-Bernhard Ramcke. De havde på D-dag været stationeret omkring Carentan bag Utah Beach og var blevet angrebet af tropper fra 101. amerikanske luftbårne division. Efter forsvaret af Saint-Lô fik de ordre til at trække sig tilbage til Köln for at blive reorganiseret, og trak sig den 19. juni ind i Bretagene. Ganske vist kunne divisionen ikke bringes op på tidligere styrke, men situationen fordrede hurtig handling. I juli blev divisionens 6. regiment overført til Falaise. Det blev senere i august ødelagt i Falaise-lommen.
Resten af 2. faldskærmsjægerdivision skulle efter ordre fra Hitler gøre havnene i Bretagne til fæstninger og trække sig tilbage til Brest og forberedte sig der på de fremrykkende amerikanere. De blev støttet af den 343. infanteridivision og dele af 266. infanteridivision under generalløjtnant Erwin Rausch samt tropper under flådechefen. I alt var der ca. 35.000-40.000 tyske tropper i byen.
Byen og omegnen var befæstet med et meget omfattende forsvarssystem. Den franske befæstninger var anlagt som beskyttelse af havnen mod angreb fra såvel land- som søsiden. Der var anlagt tunge kystbatterier fra Le Conquet ved Bretagnes vestligste punkt til byen Brest. på halvøerne Crozon og Plougastel var der svært og let artilleri. På landsiden var der anlagt en ydfre fæstningsring, hvis stærkeste punkt lå i byens vestlige del. Området bestod, som overalt i Bretagne og Normandiet, af det karakteristiske Bocage-landskab med de meget høje og massive hække. Marinehavnen inde i byen på begge sider af floden Penfeld var omgivet af en gammel fæstningsmur, som var ca. 9 meter høj og 4,5 meter bred.
Under den tyske besættelse var byens befæstninger blevet yderligere udbygget. Det drejede sig om kasematter, kampvognsspærringer, vejspærringer og store minefelter. Hertil kom artilleri af nyeste model, som var opstillet på de gamle bymure. Den gamle franske beskyttelse af havnen var også blevet moderniseret. Specielt kunne kanonerne på halvøerne Crozon og Plougastel nu ikke kunne nå havneindsejlingen men også give ildstøtte ved forsvaret af landsiden. Det tunge skyts varierede i kaliber op til 28 cm. Da flådebasen og især ubådsbunkeren spillede en stor rolle i Slaget om Atlanten var Brest et vigtigt mål for allierede bombefly og blev derfor på tysk side beskyttet af utallige Flakkanoner. Med henblik på en mulig kamp på jorden blev disse Flakkanoner placeret på steder hvor de kunne indsættes mod fjendtlige kampvogne og infanteri. Det kom de tyske forsvarere til gode, at de tyske flakkanoner, især 88 mm kanonen var gode til bekæmpelse af kampvogne. Britiske bombefly fra RAF nedkastede den 5. august 6 ton Tallboy bomber mod ubådskajen i Brest, som forårsagede store skader.

#### Første berøring med fjenden
De allieredes kommandogruppe stødte den 7. august på de første forposter fra Brest-forsvaret, som uden videre udsatte dem for kraftig artilleribeskydning. Da en yderligere fremrykning kun kunne ske med en større styrke blev det besluttet at ventede på de øvrige enheder. Kommandogruppe A blev ikke ventet på venstre fløj før sidst på eftermiddagen og reserven i Kommandogruppe B ikke før næste morgen. Ved et møde om natten nåede de førende officerer frem til den beslutning, at det var nødvendigt med et koordineret angreb fra hele divisionen for at erobre Brest. Dette måtte straks gennemføres for at udnytte overraskelseseffekten. Ellers skulle yderligere styrker have været bragt frem. Desuden reorganiserede de angrebs- og artilleristillingerne og reserven den 8. august.
Ved en senere gennemført undersøgelse af situationen viste det sig, at tyskerne ikke ville have været i stand til at yde større modstand ved et hurtigt angreb nordfra, da de i det nordvestlige område i retning mod forstaden Guipavas kun havde posteret mindre forsvarsenheder.
Da kommandogruppe B først stødte på et relativt stærkt forsvaret område af byen var overraskelseseffekten borte og tyskerne begyndte hurtigst muligt at forberede sig på et angreb nordfra. Hertil blev bl.a. de de til rådighed stående Flakkanoner omstillet til beskydning af mål på jorden. Desuden blev der ført forstærkninger over fra Crozon-halvøen så et angreb med tiden fik stadig ringere chancer for at lykkes.
Om morgenen den 8. august sendte amerikanerne oberstløjtnant Ernest W. Mitchell Jr. af sted i en Jeep, under hvidt flag ind i Brest fæstningen for på vegne af divisionschef Grow at aflevere et ultimatum til forsvarerne. Deri blev tyskerne opfordret til straks at overgive sig, ellers ville Brest blev ødelagt. Tyskerne afslog straks ultimatummet.
Ved middagstid måtte amerikanerne revurdere deres planer, da den betydelig tyske troppebevægelse i østlig retning blev opdaget. I løbet af kort tid blev det konstateret, at det drejede sig om det 266. tyske infanteridivision, som nærmede sig amerikanerne fra Morlaix via Plouvien til Nachhut og allerede var begyndt at angribe amerikanernes forsyningslinjer. I betragtning af faren gav generalmajor Grow ordrer til modforholdsregler, som dels drejede sig om afbrydelse af angrebet på Brest og dels en drejning af divisionen i modsat retning. Ved midnat lykkedes det at tage den tyske divisionschef generalløjtnant Karl Spang til fange, og de tyske stillinger kunne identificeres. Grow gav ordre til et angreb i morgendæmringen.
Den 266. tyske infanteridivision var den 10. august sat fuldstændig ud af spillet. De fleste i den amerikanske 6. pansrede division samlede sig efterfølgende i et område vest for Plouvien nord for Brest. Efter en hviledag begyndte de på planlægningen af angrebet på Brest. Til det formål blev der udvalgt artilleristillinger, som kunne støtte de fremrykkende soldater indtil byens centrum uden at man måtte skifte stilling undervejs.
Efter informationer fra den amerikanske efterretningstjene lå den fremskudte tyske forsvarslinje mellem Saint-Renan, Gouesnou og Guipavas. Imidlertid var dens styrke ikke kendt. I de der liggende stillinger, som var omgivet af minefelter og som kunne dækkes af identificerede artilleristillinger formodede amerikanerne, at der lå 3.000 soldater, som i mellem tiden var blevet forstærket med mindst et reserveregiment fra den 2. tyske faldskærmsjægerdivision. Hertil kom et ukendt antal marine- og flakenheder.
På grund af kampen med 266. tyske infanteriregiment var tyskerne i Brest i mellemtiden sat i højeste alarmberedskab, og der var ikke længere mulighed for at udnytte en overraskelseseffekt. På dette tidspunkt regnede ledelsen af den amerikanske division med at der stadig var ca. 20.000 tyske soldater i Brest. Tre dage tidligere havde de anmodet hovedkvarteret i 8. korps om forstærkninger i form af artilleri og infanteri for at kunne gennemføre erobringen af Brest. Omkring kl. 19 den 12. august indløb der nye ordrer. Angrebet på Brest blev udskudt. Med undtagelse af en kampgruppe som skulle holde tyskerne i Brest på plads blev den 6. amerikanske pansrede division beordret til Lorient, hvor den skulle afløse den 4. pansrede division. 8. Korps begyndte efterfølgende at afsende tre infanteridivisioner, som skulle erobre fæstningen Brest. Det drejede sig om 2. 8. og 29. infanteridivision.

#### Slaget begynder
De nye allierede infanteridivisioner delte sig i en tast force A, som bevogtede de to halvøer Plougastel og Crozon, og en task force B, som skulle gennemføre hovedangrebet over Plougastel-halvøen og samtidig trænge ind i Brest. Fremstødet over Plougastel-halvøen begyndte den 21. august. Efter at det den 23. august var lykkedes for task force B at erobre Hill 154 i den sydøstlige del af halvøen, kunne der etableres observationsposter, som herfra kunne overvåge Brest og nordsiden af Crozon-halvøen. Da tyskerne havde mistet denne fremragende stilling, udbrød der en forbitret kamp om resten af halvøen, som først blev afsluttet den 30. august, da hele halvøen faldt i amerikanske hænder.
Hovedangrebet på Brest blev indledt den 25. august kl. 13. Den 29. amerikanske infanteridivision angreb i vest, den 8. division i nordøst og den 2. infanteridivision i øst.
På grund af dårligt vej måtte et angreb med tunge bombefly fra RAF aflyses, og kun lette bombefly kunne angribe. HMS Warspite beskød kystbatterierne ved Le Conquet og Saint-Mathieu. Det tyske forsvar var særdeles stærkt langs hele kysten så amerikanerne gjorde kun mindre fremskridt i løbet af eftermiddagen. Om natten bombarderede RAF byen og den næste dag gennemførte det amerikanske luftvåben angreb med tunge bombefly mod Flakbatterierne på Cruzon halvøen og mod forterne i byen.
Angrebene på jorden den 26. august stødte igen på hårdnakket tysk forsvar. Derfor lykkedes det kun for amerikanerne at trænge lidt frem. Ved den 29. infanteridivisions fremstød den følgende dag til vejen som fører fra Brest til Le Conguet var indeslutningen af Brest fuldendt og tyskerne var afskåret fra de vestlige kystbatterier.
Det fortsat dårlige vejr i de følgende dage forhindrede større amerikanske fremstød. I det tågede vejr kunne der kun sjældent indsættes fly, men det som i slutningen af august næsten bragte fremrykningen til standsning var mangel på ammunition, især til det amerikanske artilleri.
I begyndelsen af september var situationen som følger: Task force B, som i mellemtiden var skrumpet ind til bataljonsstyrke, afspærrede Plougastel-halvøen. En artillerigruppe havde placeret kanoner på halvøen, hvorfra havnen i Brest og nordsiden af Crozon halvøen kunne beskydes. Task force A mod syd, som bestod af en anti-tank bataljon, en opklaringsenhed og nogle ingeniørtropper, afsikrede adgangen til Crozon-halvøen. Mod vest organiserede den 29. infanteridivision en kampgruppe S, som skulle sikre den vestlige del af Bretagne og angribe de vestlige kystbatterier og så vidt muligt sætte dem ud af spillet.
Den 1. september fortsatte amerikanerne angrebet på Brest kl. 10. Trods bombardering med lette amerikanske bombefly var det tyske forsvar heftigt. Derfor fik amerikanerne kun mindre terrængevinster, og til gengæld måtte 8. infanteridivisions front trækkes noget tilbage. Sydvest for Guipavas på hovedvejen fra Brest mod Landerneau lykkedes det næste dag for 2. amerikanske infanteridivision at erobre den strategisk vigtige Hill 105, som var udstyret med dobbeltløbede Flak kanoner. Dermed kunne fronten i den østlige del af området rykkes ca. 3 km nærmere mod Brest. Samme dag lykkedes det også at tage Hill 80. På Crozon-halvøen rykkede Task force A i de første dage af september længere frem overfor forholdsvis beskeden tysk modstand og var snart i besiddelse af den østlige halvdel.
Den 3. september måtte amerikanerne igen supplere deres ammunitionsbeholdninger, hvilket varede indtil den 8. september. I denne periode forsøgtes det med bistand af jagerbombere at holde tyskerne under tryk. Den allierede fremrykning var imidlertid minimal. På den østlige flanke rykkede fronten ca. 900 meter nærmere mod Brest. Den vestlige Task force C trængte ca. 2,7 km frem. På Crozon-halvøen stod Task force A nu overfor kraftig tysk modstand. Fronten der forblev relativt statisk. Der kunne ikke regnes med hjælp fra de øvrige divisioner.
Som følge af, at resten af 3. arme var på vej ind i det østlige Frankrig, blev 8. Korps den 6. september overført til 9. amerikanske armé under generalløjtnant William H. Simpson. Den følgende dag var ammunitionsbeholdningerne fyldt så meget op, at man kunne begynde planlægningen af et koordineret angreb på Brest. Yderligere skibsladninger ammunition var på vej.

#### Kampe i forstæder og yderområder
Angrebet begyndte kl. 10 den 8. september med gode fremskridt i retning Brest vest fra. Yderligere to vigtige højdedrag blev erobret og 370 tyskere blev taget til fange. Heriblandt var der en bataljonschef og ledende officerer fra to faldskærmskompagnier. I den mellemste sektor stødte 8. infanteridivision på ny på betydelig tysk modstand, så fremrykningen frem til middag var kun på 600 meter. Om eftermiddagen trængte de videre gennem de mindre forstæder, som måtte erobres ved kamp fra hus til hus. På den vestlige side rykkede fronten også kun omkring 900 meter nærmere på Brest. I alt blev der på denne dag taget 988 tyskere til fange. I den følgende nat ankom der seks LSTer og to tog med den ventede yderligere ammunition. For første gang havde det amerikanske artilleri ved Brest tilstrækkelig ammunition.
Også den følgende dag lykkedes det for amerikanerne at trænge frem, især i nord og øst. Omkring klokken 17 nåede 2. infanteridivision frem til byens udkant. De rykkede langsomt frem i kamp fra hus til hus. Disse nervepirrende kampe fortsatte til mørkets frembrud og på det tidspunkt var over 1.000 tyskere taget til fange. 8. infanteridivision nåede frem til Lambezellec lige nord for Brest og tog 185 fanger. Mod vest rykkede 115. infanteriregiment fra 29. infanteridivision under ringe tysk modstand frem mod Penfeld, hvilket dog ikke bragte dem nærmere på byen. Helt mod vest indtog Task force S artilleribatterierne ved Le Conquet og kort efter de ved Lochrist. Den kommanderende tyske officer gik i amerikansk fangenskab med over 1.000 mand. I vest var der dog fortsat en række mindre isolerede tyske stillinger, som holdt ud.
Kampene fra hus til hus i Brest tog til i de følgende dage. Tyskerne havde forskanset sig i velvalgte stillinger og beskød de fremrykkende allierede soldater i alle gader og vejkryds med maskingeværer og panserværnsraketter. Amerikanerne fortsatte deres fremrykning gennem husene ved at erobre et hus og derpå sprænge et hul i muren til det næste. Kun sjældent var de ude på gaderne, da dette ofte kunne have dødelige konsekvenser.
Efter af 8. infanteridivision den 10. september var nået til de tykke bymur ved bredden af Penfeld blev der efter heftig artilleribeskydning på denne hindring forsøgt et gennembrud, som dog mislykkedes. Tyskerne skød kraftigt fra toppen af bymuren og de fremrykkende amerikanske soldater afbrød herefter operationen. Den følgende dag begyndte med tung direkte artilleribeskydning mod bymuren, men det lykkedes kun at skyde nogle få huller i den øverste del af muren. Den nederste del forblev intakt. Der var stadig ikke udsigt til at en storm ville lykkes.
Mens Task force S rensede op på Le Conquet-halvøen besluttede den amerikanske ledelse sig for at indstille beskydningen af bymuren og i stedet omringe de tyske tropper i den gamle bydel indtil de overgav sig. Til det formål skulle der gennemføres intensive artilleri og luftangreb. 8. infanteridivision blev trukket tilbage fra stillingerne ved bymuren og fik ordre til at indtage Crozon-halvøen. Andre styrker blev trukket tilbage til Plouvien mod nord for at hvile ud. Belejringen af nordsiden af Brest lå herefter i hænderne på 2. infanteridivision.
Den 13. september sendte amerikanerne oberst Reeves ind i byen for at foreslå den tyske fæstningskommandant general Hermann-Bernhard Ramcke at tyskerne i Brest og på Crozon-halvøen skulle overgive sig. Meddelelsen pegede på hvor formålsløs yderligere modstand var, og at unødige tab burde undgås. Ramcke afviste imidlertid amerikanernes forslag. Samme dag indtog en amerikansk bataljon en vigtig tysk stilling i vest og i øst kæmpede amerikanerne sig fra hus til hus tættere på Brest. 8. infanteridivision overførte i mellemtiden enheder til Crozon-halvøen.
Også i de følgende dage fortsatte belejringskampene med uformindsket styrke. Et tysk forsøg på at generobre den vigtige stilling i vest slog fejl. Amerikanerne indsatte fire Crocodile-kampvogne (se Hobart's Funnies) med flammekastere i deres modangreb, men de blev alle hurtigt ødelagt. I øst stødte amerikaneren på deres fremmarch på tunneler og bunkers med et stor antal tyske og nogle få sårede amerikanere. Alle blev straks evakueret til amerikanske hospitaler.
Task force A blev i mellemtiden underlagt 8. infanteridivision på Crozon-halvøen. Divisionsstaben udarbejdede en plan for et angreb den 15. september på de derværende artilleristillinger, som til stadighed beskød den 29. infanteridivisions venstre flanke under dens fremrykning mod Brest. Efter at angrebet var begyndt kl. 8 i overskyet vejr med regnbyger, som hæmmede indsatsen af fly, gjorde tyskerne i starten næsten ikke modstand. Først efter ca. 2 timer, da amerikanerne var nået frem til hovedforsvarslinjen, voksede beskydningen mod amerikanerne. Trods alle anstrengelser lykkedes det ikke for amerikanerne at gennembryde den tyske linje på noget punkt.
Trods de tidrøvende kampe fra hus til hus gjorde 2. infanteridivision fremskridt som gjorde de muligt for dem udover artilleri også at indsætte morterer i angrebet på byens centrum. I vest holdt tyskerne fortsat stand i mindre stillinger. Nogle amerikanske enheder havde held til at trænge gennem bymuren, og det lykkedes en patrulje at trænge frem til den stejle kyst i nærheden af ubådsbunkeren.
I midten af september gjorde virkningen af den stadige artilleribeskydning og bombardementet fra fly mod de tyske stillinger sig gælende. Modstanden begyndte langsomt at tage af. Den 16. september trængte tropper fra 29. infanteridivision ind i de sydvestlige dele af byen og tog sigte på ubådsbunkeren ved havnen. Indtagelsen af hill 97 gav amerikanerne muligheder for at observere den gamle bydel Recouvrance, direkte mod vest ved kysten af Penfeld. Efter to dages belejring overgav Fort Montbarey sig, en af de stillinger, som fortsat var besat af tyskerne, sidst på eftermiddagen efter at de nyligt indsatte Churchill kampvogne med flammekastere og en infanterienhed havde givet ingeniørerne mulighed for at anbringe sprængladninger. Hermed kunne der sprænges et stort hul i fortet, hvorefter tyskerne overgav sig. Nu var vejen fri ind i den gamle bydel, og de første enheder nåede om aftenen Recouvrance. Mod øst trængte 2. infanteridivision ligeledes længere frem. Der var især kraftig modstand fra stillinger rundt om banegården.
På Crozon-halvøen kunne 8. infanteridivision kun notere sig mindre terrængevinster, da tyskerne af al magt forsøgte at forsvare deres vigtigste artilleristillinger der. Hen af aften den 16. september var amerikanerne i alt trængt 1½ km frem. Om natten indskrænkede amerikanerne sig til at holde fronten, men da de fortsatte angrebet den følgende morgen blev de dårligt nok beskudt. Tyskerne havde trukket sig tilbage til den næste forsvarslinje på Crozon-halvøen. Indtil middag rykkede amerikanerne indtil 3 km frem, men tyskerne gjorde ingen modstand, selv da vigtige stillinger, såsom banegården Guénole og den nærliggende hill 96 blev indtaget. Amerikanske tropper finkæmmede byområderne på Crozon og sikrede sig til omkringliggende dale, mens tyskerne indtog nye forsvarsstillinger længere nord på halvøen. 1.333 tyske soldater blev taget til fange.
I Brest kom amerikanerne den 17. september ligeledes et godt stykke frem. Om formiddagen besatte de banegården og hen ad aften var bymuren omringet af amerikanerne. I den nordlige del af Brest lykkedes det for en bataljon af 9. infanteridivision at bryde gennem muren og indtil midnat var de trængt næsten en kilometer ind i byen. Først på dette tidspunkt svarede tyskerne igen med velrettet beskydning fra godt beskyttede stillinger. I vest rykkede 29. infanteridivision hurtigt længere frem og indtog omkring middag en bro over Penfeld. Den gamle bydel Recouvrance var sidst på aftenen helt på amerikanske hænder. Kun fæstningen Portzuc og Ubådsbunkeren blev der kæmpet om indtil næste morgen. De faldt omkring kl. 8 den 18. september.

#### Den tyske overgivelse
Den 18. september var den del af Brest som lå vest for Penfeld dermed fuldstændig i de allieredes hænder. Antallet af tyske faldne lå på 2.900. De resterende tyske tropper under oberst Pietzonka i det østlige Brest overgav sig i løbet af dagen. Ramcke selv var inden byens fald taget over på Crozon halvøen.
Trods overgivelsen i selve Brest fortsatte kampene på Crozon halvøen. I løbet af natten besatte amerikanerne Cameret i den vestlige del og rykke videre frem mod nord. Da tyskerne blev klar over at kampen var udsigtsløs kapitulerede de den 19. september. General Hermann-Bernhard Ramcke og i alt 37.382 tyske soldater i kom i amerikansk krigsfangenskab i Brest. Over 4.000 sårede blev bragt ud af byen. Antallet af døde var 1.059 foruden de døde i havnen i Brest, hvis lig til dels ikke længere kunne opspores.
Crozon halvøen kunne først den 20. september betegnes som sikret, da en lille modstandslomme med 325 tyskere holdt ud ved Audiene og først da kunne overmandes.
Under den 28 dage lange belejring af Brest indsatte de allierede 705 jagere og bombefly ved 97 angreb på Brest, og der blev nedkastet 360 ton bomber. Havneanlæggene var næsten fuldstændig ødelagt da de dels var blevet ramt under bombardementerne med fosfor og napalm og dels var blev sprængt i luften af tyskerne. Udover kajer og kraner var også bølgebrydere i både flådehavnen og den civile havn ødelagt. Der var sænket talrige skibe i floden og havnebassinet. Den gamle bydel Recouvrance var næsten fuldstændig udbrændt.

### Slaget om Lorient (7. august til 8. maj 1945)
Den 9. august nåede den amerikanske 4. pansrede division den brede tyske forsvarsring omkring Lorient, der som en vigtig ubådsfase var omgivet af en ring af Flakkanoner og artilleri. I Saint-Gilles udbrød der heftige kampe ved en bro, som var en af de få adgangsveje til Lorient. En kavalerienhed bestående af hviderussiske frivillige var af tyskerne blevet indsat for at afværge det amerikanske fremstød på dette sted. Efter kort tid var de regnvåde gader overstrømmet af blod fra døde og sårede heste og soldater. Længere inde mod landsbyens centrum havde hviderussere taget opstilling på husenes tage og begyndte at beskyde de fremrykkende amerikanske kampvogne. Det lykkedes efter nogen tid for kampvognene og andre køretøjer at bryde igennem til broen og passere den. Da mørket faldt på lykkedes det for amerikanerne at placere artilleri ved Caudan, ca. 3 km nord for Lorient. Efter en kort beskydning af de fjendtlige stillinger i Lorient overbragte amerikanerne et ultimatum til tyskerne om at overgive sig, hvilket imidlertid blev afslået. Da en yderligere fremtrængen kun ville være mulig med meget mere artilleri til rådighed, besluttede divisionens ledelse af foretage et delvist tilbagetog til området ved Vannes, ca. 60 km sydøst for Lorient. Kun en mindre belejringsstyrke blev ladt tilbage.
Task Force B fra 6. amerikanske pansrede division rykkede den 14. august fra Brest 180 km til Vannes for at afløse enhederne fra 4. amerikanske pansrede division nord og øst for byen. Under vejs mødte de ingen tysk modstand. Hen ad middag rykkede en reserveenhed frem mod Lorient for at forstærke de resterende styrker fra 4. pansrede division. Om aftenen oprettede denne enhed sit hovedkvarter i nærheden af Le Faouet, ca. 35 km nord for Lorient. Den 15. august var hele 6. pansrede division ankommet ved Lorient. Frontlinjen indesluttede hele fæstningen Lorient og Quiberon-halvøen i øst og der var patruljer fra Redon i øst til området ved Daoulas-halvøen i vest.
Efter at Vannes var blevet erobret og resten af området blev kontrolleret af den Franske modstandsbevægelse koncentrerede 6. panserdivision sig om området ved Lorient. Byen selv var for stærkt befæstet til at kunne angribes med held. De tyske forsvarere, som bestod af dele af 25. Korps under den øverstkommanderende i Bretagne general Wilhelm Fahrmbacher og rester af 265. infanteridivision under generalløjtnant Hans Junck, der befandt sig i fæstningen Saint-Nazaire samt kontreadmiral Otto Kähler, der siden februar 1944 havde været kommandant over søforsvaret ved Bretagne, havde til gengæld ingen mulighed for at gennemføre et modangreb og var desuden bundet af Hitlers ordre om at holde stand i havnene til sidste mand. Derfor indskrænkede begge sider sig til intensiv patruljering og artilleribeskydning. Amerikanerne havde 12 observationsposter rundt omkring Lorient hvorfra der blev udsendt rekognosceringspatruljer, som skulle identificere hvor det tyske artilleri var placeret. Desuden blev der gennemført arbejder med minering af hele frontlinjen med sprængstoffælder. I enkelte tilfælde blev tyske patruljer taget til fange, men også amerikanske patruljer havnede i tysk fangenskab.
Den 6. pansrede division blev den 10. september afløst af den 94. amerikanske infanteridivision, som fortsatte belejringen og 6. pansrede division blev forflyttet øst på til 3. armé. Den 17. november blev der gennemført en kort våbenstilstand for at kunne udveksle fanger. General Wilhelm Fahrmbacher kapitulerede til amerikanerne den 10. maj 1945 med 10.000 mand efter den samlede tyske kapitulation.

## Konsekvenser af slaget
Med fremrykningen af 8. korps fra 3. armé i Bretagne ville amerikanerne fratage de tyske besættere de vigtige Atlanterhavshavne Saint-Malo, Brest, Lorient og Saint-Nazaire og bruge dem som forsyningshavne for de allierede tropper i Nordfrankrig. Desuden ville de byggen en ny stor amerikansk havn i bugten ved Quiberon. Hertil kom, at de tyske enheder i Bretagne under general Wilhelm Fahrmbacher måtte forhindres i at falde de allierede styrker i ryggen under deres fremmarch mod Tyskland.
Ganske vist kunne de primære mål kun opnås i Saint-Malo og Brest, da de belejrede byer Lorient og Saint-Nazaire holdt ud til krigens slutning, men de sekundære mål blev opnået, da de tyske enheder blev fastholdt i byerne. Saint-Malo og Brest spillede kun en mindre rolle for de allieredes forsyningstjeneste i den efterfølgende tid, og den planlagte havne i bugten ved Quiberon blev aldrig bygget.
De voldsomme ødelæggelser i de omstridte byer, hvoraf Brest var mest ramt, førte i efterkrigsårene til at hele bydele blev ryddet og bygget op helt fra grunden. Brest blev genopbygget efter planer udført af Jean-Baptiste Mathon. I 1961 var genopbygningen i det store og hele afsluttet. Da der næsten ikke er noget tilbage af de gamle bygninger efterlader Brest i dag mest et indtryk af en ansigtsløs planby med betonbyggerier.
Lorient var allerede i 1943 blevet næsten fuldstændig ødelagt ved et bombeangreb mod den tyske ubådshavn. Der var dog enkelte rester i form af huse fra begyndelsen af det 20. århundrede, som der kunne tages hensyn til ved genopbygningen. Dermed beholdt Lorient sin identitet som en ville nouvelle med moderne karakter.

## Mindesmærker og krigskirkegård
Utallige kommuner i Bretagne erklærede sig rede til at begrave amerikanske og tyske soldater på deres kirkegårde. Mange blev også begravet på kirkegårdene i Normandiet. På enkelte sognekirkegårde findes der stadig grave med tyske, amerikanske og ukendte soldater. Amerikanerne begyndte kort efter kampenes afslutning at anlægge store soldaterkirkegårde, som senere også blev udvidet til mindeparker. I 1953 blev der indgået en aftale med Frankrig om etablering af tyske krigskirkegårde i Bretagne indenfor rammerne af Volksbund Deutsche Kriegsgräberfürsorge e.V..

### Den amerikanske krigskirkegård i Bretagne
Den amerikanske krigskirkegård med mindepark for de faldne i Bretagne ligger 2,4 km sydøst for Saint-James, 19 km syd for Avranches og 22,5 km nord for Fougères.
På det 11,33 ha store anlæg ligger der 4.410 amerikanere som døde i slagene i Bretagne og Normandiet. På muren, som omkranser terrassen ved mindesmærket er indgraveret navnene på 498 amerikanere, hvis lig aldrig blev fundet. Kirkegården blev åbnet af 3. armé til begravelse af deres døde den 4. august 1944.
Mindesmærket af grå granit rummer et kapel og to store kort som beskriver de amerikanske operationer i området, samt faner fra de amerikanske enheder.

### Krigskirkegården Ploudaniel-Lesneven
På den i efteråret 1944 af amerikanerne anlagte kirkegård nordøst for Brest blev der efter ordre fra de franske myndigheder også senere genbegravet tyske soldater. Fra januar 1961 udvidede genbegravningstjenesten i Volksbund Deutsche Kriegsgräberfürsorge e.V. kirkegården med yderligere tyske faldne. Den officielle indvielse som mindested fandt sted den 7. september 1968. I øjeblikket ligger der her 6.800 tyske soldater begravet.

### Fort Montbarey
Fæstningen Montbarey i Brest, som blev bygget under Ludvig 14. og var en af de stærkeste tyske stillinger under belejringen af byen, rummer i dag et museum. Fortet er et officielt mindesmærke over 2. verdenskrig. Siden 1984 er der her en permanent udstilling om Finistère departementet under den tyske besættelse.

## Eksterne kilder

### 8. korps i Bretagne
- Slaget om Bretagne – i korte træk (engelsk)
- Amerikanske tropper i Nordfrankrig (engelsk)
- Enheder i 8. Korps (pr. 14. september 1944) (engelsk)
- 8. infanteridivision i Bretagne (engelsk)
- 4. Pansrede division i Bretagne Arkiveret 17. marts 2008 hos  Wayback Machine (engelsk)
- 6. Pansrede division i Bretagne Arkiveret 10. maj 2012 hos  Wayback Machine (engelsk)

### Saint-Malo og Dinard
- Slaget om Saint-Malo og Dinard (engelsk)
- Saint-Malo fæstningens arkiver (engelsk)

### Rennes
- Befrielsen af Rennes Arkiveret 3. marts 2008 hos  Wayback Machine (fransk)

### Brest
- 6. pansrede division i Bretagne Arkiveret 10. maj 2012 hos  Wayback Machine (engelsk)
- Rapport fra 8. Korps (engelsk)
- 8. infanteridivision/28. infanteriregiment i Brest (engelsk)
- 121. infanteri – The Gray Bonnet Regiment (engelsk)
- Tilfangetagelsen af 28. Infanteriregiment (engelsk)
- General i faldskærmstropperne Hermann-Bernhard Ramcke Arkiveret 19. juli 2011 hos  Wayback Machine (engelsk)
- Ramcke im Lexikon der Wehrmacht Arkiveret 23. marts 2018 hos  Wayback Machine (tysk)
- Major Ewald-Werner

(tysk)

### Lorient
- 4. pansrede division ved Lorient (engelsk)
- 6. pansrede division i Bretagne Arkiveret 10. maj 2012 hos  Wayback Machine (engelsk)
- Lorient i 2. verdenskrig på byens hjemmeside Arkiveret 3. marts 2008 hos  Wayback Machine (engelsk) og (fransk)